# Vilhelm Buhl
Vilhelm Buhl, född 16 oktober 1881 i Fredericia, död 18 december 1954, var Danmarks statsminister under 1942 och 1945.

## Biografi
Vilhelm Buhl var jurist och var som studerande, en av grundarna av Juridisk Diskussionsklub 1903. Han blev skattedirektör i Köpenhamn 1924. 1932 blev han blev medlem av landstinget och han var medlem av folketinget från 1939 till 1953 som representant för Socialdemokratiet. Från 1937 till 1942 fungerade han som finansminister i den socialdemokratisk-radikala Stauning/Munch-regeringen.

## Statsministerrollen
Efter Thorvald Staunings död i maj 1942 var han en naturlig arvtagare till posten som statsminister. Hösten 1942 höll han det så kallade ”sabotagetalet”, som han fick stark kritik för från motståndskretsar. Buhl var dock inte på något sätt tyskvänlig och redan i november blev han tvungen att lämna sin post som statsminister efter påtryckningar från tysk sida. Han efterträddes av Erik Scavenius. Under den regeringslösa perioden efter den 29 augusti 1943 framstod han som den informella men faktiska regeringschefen och var den som satt i spetsen för förhandlingarna med Frihedsrådet om de framtida politiska forhållandena efter det förväntade tyska nederlaget.
Vilhelm Buhl blev därför ett naturligt val av statsminister för befrielseregeringen 1945 och han innehade denna post tills han blev avlöst av Knud Kristensen efter valet till folketinget oktober 1945. I Hans Hedtofts första regering 1950-53 var han minister utan portfölj men han hade fortfarande ett betydande inflytande på den ekonomiska politiken.